# Lidiannis Echeverria Benitez
Lidiannis „Lidy“ Echeverria Benitez (* 19. März 1996 in Artemisa) ist eine kubanische Beachvolleyballspielerin.

## Karriere
Echeverria erreichte 2015 auf der kontinentalen Turnierserie zwei zweite Plätze mit Yanisleidis Sánchez Vinent in der Dominikanischen Republik und mit Leila Consuelo Martinez Ortega in Kuba. 2016 wurde sie mit Sánchez Zweite beim kontinentalen Turnier in Costa Rica und gewann das Turnier in Varadero. 2017 spielte sie wieder mit Leila. In der NORCECA-Serie gelangen Echeverria/Leila Turniersiege in La Paz und Grand Cayman sowie ein zweiter Rang in Varadero. Über die NORCECA-Vorentscheidung qualifizierten sie sich für die Weltmeisterschaft 2017 in Wien. Dort verloren sie in der Vorrunde unter anderem gegen das deutsche Duo Laboureur/Sude, erreichten aber als „Lucky Loser“ die KO-Runde. Hier besiegten sie die Niederländerinnen Meppelink/van Gestel und schieden anschließend im Achtelfinale nach einer Niederlage gegen die Kanadierinnen Wilkerson/Bansley aus.
Nach einer Spielpause 2018 tritt Echeverria wieder mit Sánchez an. Die beiden Kubanerinnen spielten 2021 auf allen drei 4-Sterne FIVB-Turnieren in Cancún und erreichten die Plätze neun, siebzehn und fünf.